# Naobranchia variabilis
Naobranchia variabilis är en kräftdjursart som beskrevs av Alessandro Brian 1924. Naobranchia variabilis ingår i släktet Naobranchia och familjen Naobranchiidae. Inga underarter finns listade i Catalogue of Life.